# Soldatenfriedhof in Mauthausen

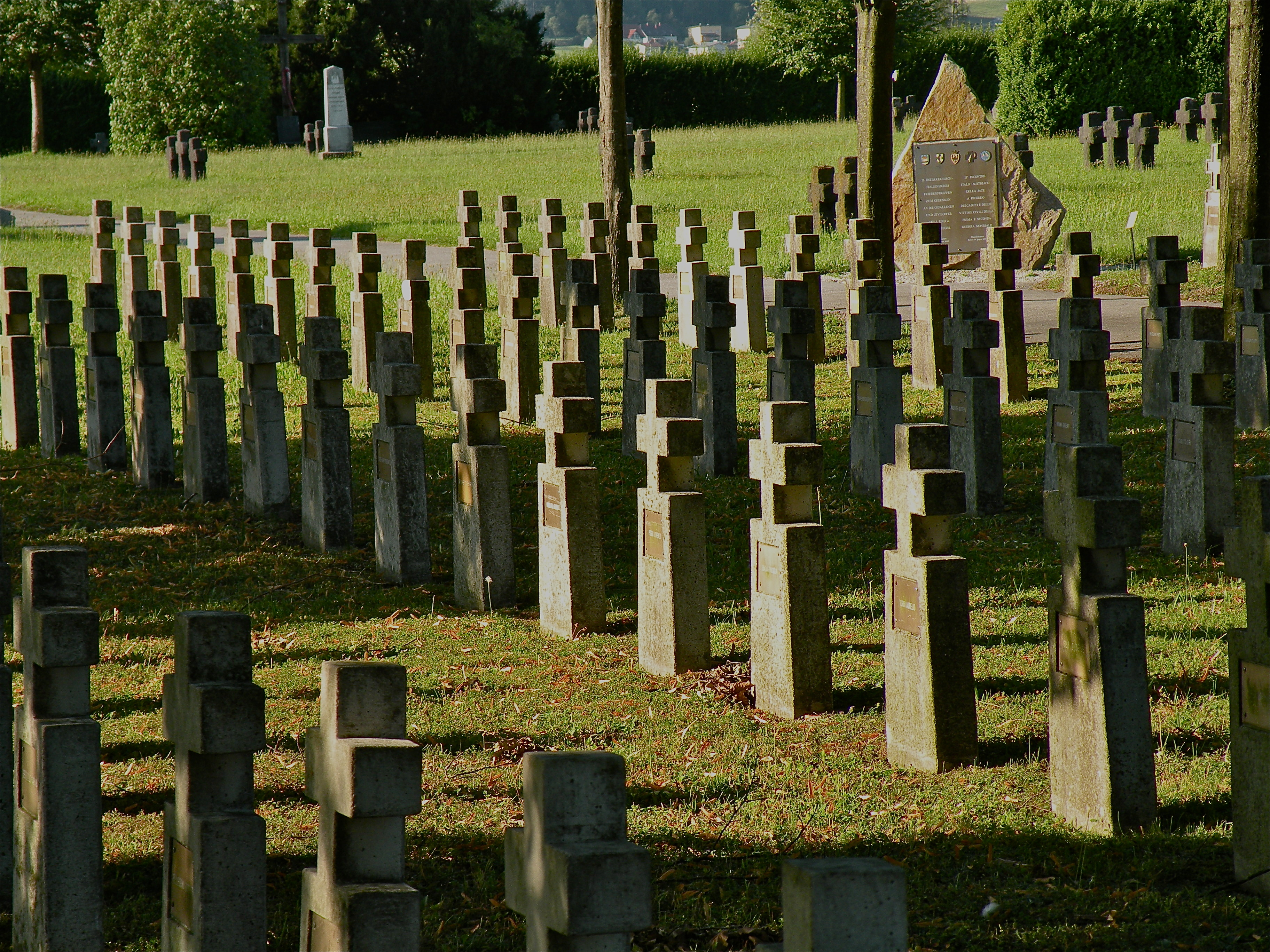
Soldatenfriedhof Mauthausen

Der internationale Soldatenfriedhof Mauthausen, auch Italienerfriedhof genannt, ist der größte Soldatenfriedhof in Oberösterreich, befindet sich in der Ortschaft Reiferdorf in der Katastralgemeinde Haid der Marktgemeinde Mauthausen im Bezirk Perg und enthält zwei Kapellen, mehrere Denkmäler und tausende Gräber ausländischer, insbesondere serbischer und italienischer kriegsgefangener Soldaten aus dem Ersten und Zweiten Weltkrieg sowie ein Massengrab von KZ-Häftlingen. Das Areal war und ist Veranstaltungsort für italienisch-österreichische Friedenstreffen zum Gedenken an die Kriegsopfer.

## Geschichte

### Erster Weltkrieg
Der Soldatenfriedhof wurde ab 1915 für Soldaten errichtet, die im k.u.k. Kriegsgefangenenlager Mauthausen starben. Bei den Offensiven in Serbien und Galizien zu Beginn des Ersten Weltkriegs hatte die k.u.k. Armee hunderttausende Kriegsgefangene gemacht, für die eine Reihe von Kriegsgefangenenlagern gebaut wurde. Die oberösterreichischen Standorte dieser Lager waren Aschach, Braunau, Freistadt, Kleinmünchen, Marchtrenk und Mauthausen, daneben existierte noch das Internierungslager Linz-Katzenau.
Am Standort Mauthausen wurde das ursprüngliche, als „Serbenlager“ bezeichnete Kriegsgefangenenlager zwischen September 1914 und Januar 1915 auf einem 64 Hektar großen Gelände in den Ortschaften Reiferdorf und Oberzirking zu beiden Seiten der Donauuferbahn errichtet. Das Lager war in acht Teillager zu je 60 Baracken gegliedert. Im Dezember 1914 befanden sich 15.000 serbische Kriegsgefangene im Lager. Bald darauf brach eine Fleckfieber-Epidemie im Lager aus, an der in den ersten Monaten des Jahres 1915 täglich bis zu 100 Personen starben. Der Militärlagerarzt Fritz Koch war einer der ersten, der der Seuche erlag. Bei einem Besuch des Lagers am 10. Februar 1915 infizierte sich der Bischof der Diözese Linz, Rudolph Hittmair, und starb am 5. März 1915 ebenfalls an dieser Krankheit. Im April klang die Seuche ab, und die Serben wurden in das Lager Aschach an der Donau gebracht. Weitere große Kriegsgefangenenlager in Oberösterreich waren damals in Marchtrenk, Kleinmünchen und Freistadt.
Bald nach dem Kriegseintritt Italiens im Mai 1915 gelangten die ersten italienischen Kriegsgefangenen nach Mauthausen. Im November 1916 befanden sich fast 40.000 Gefangene im nunmehr sogenannten „Italienerlager“, in dem sich die Versorgungslage zusehends verschlechterte. Mit der Kapitulation Österreich-Ungarns wurde das Kriegsgefangenenlager im November 1918 aufgelöst, und 28.000 Italiener verließen unter Aufsicht ihrer Offiziere innerhalb von acht Tagen das Lager Mauthausen. 1922 ließ die italienische Regierung im Bereich des Lagerfriedhofs ein mächtiges Denkmal aus Carraramarmor errichten (siehe unten).

### Zweiter Weltkrieg
Im Jahr 1944 wurde das Konzentrationslager Mauthausen zum Ziel von Evakuierungstransporten aus anderen Konzentrationslagern, wobei vor allem Deportierte aus den Lagern Auschwitz, Plaszow und Groß-Rosen in Mauthausen ankamen. Diese Gefangenen sollten einerseits nicht die vorrückenden Alliierten unterstützen können, andererseits als Arbeitskräfte für die deutsche Kriegswirtschaft dienen. Noch vor Kriegsende wurden etwa 2.000 KZ-Häftlinge, welche während der Evakuierungstransporte bereits tot am Bahnhof Mauthausen ankamen, in einem 20 Meter langen und 6 Meter breiten Massengrab am Soldatenfriedhof Mauthausen begraben. Etwa 10.000 Tote ließ die SS in Massengräbern bei der Marbacher Linde, 200 Meter südlich von Schloss Marbach, verscharren.

### Nach 1945
Ende der 1950er Jahre wurden auf Grund eines Beschlusses des Generalkommissariats für Kriegsgräberfürsorge des italienischen Verteidigungsministeriums in einem ausgedehnten Block des Soldatenfriedhofs Einzelgräber angelegt, wohin gemäß einem zweisprachigen Faltblatt des italienischen Kommissariats 1254 italienische Kriegstote des Zweiten Weltkrieges von Friedhöfen und Grabstätten in ganz Österreich umgebettet wurden. Auf Wunsch von Angehörigen können einzelne Umbettungen bzw. Repatriierungen nach Italien durchgeführt werden.

## Beschreibung
Der Soldatenfriedhof ist etwa 100 Meter breit und 120 bis 160 Meter lang. Der Großteil des Geländes gehört der Bundesimmobiliengesellschaft. Der zweite Grundeigentümer ist die Italienische Republik, die seit 27. Mai 1957 den 20 Meter breiten, zugekauften westlichen Teil des Soldatenfriedhofes besitzt. Dort wurden die österreichweit verstorbenen, italienischen Militärinternierten des Zweiten Weltkrieges in den 1950er Jahren in Einzelgräbern bestattet.
Insgesamt sind auf dem Soldatenfriedhof rund 10.000 Soldaten aus dem Ersten und etwa 5.000 Kriegstote aus dem Zweiten Weltkrieg bestattet. Auffallend ist dabei die unterschiedliche, „hierarchische“ Repräsentation der Toten:
- Einzelkreuze aus Stein erinnern an die 4.971 italienischen Toten aus beiden Weltkriegen, was der Individualisierung der Erinnerung an die Kriegstoten entspricht.
- Gedenksteine, auf denen eine bestimmte Anzahl von Verstorbenen steht, erinnern an die etwa 8000 serbischen Toten während des Ersten Weltkriegs. Diese Toten werden somit im Kollektiv repräsentiert.
- Ein Holzkreuz mit einer eher unscheinbaren Inschrift erinnert an die zirka 2000, nicht identifizierten KZ-Häftlinge, die im Januar und Februar 1945 im Massengrab beigesetzt wurden.

## Gedenkstätten

### Denkmal der italienischen Regierung

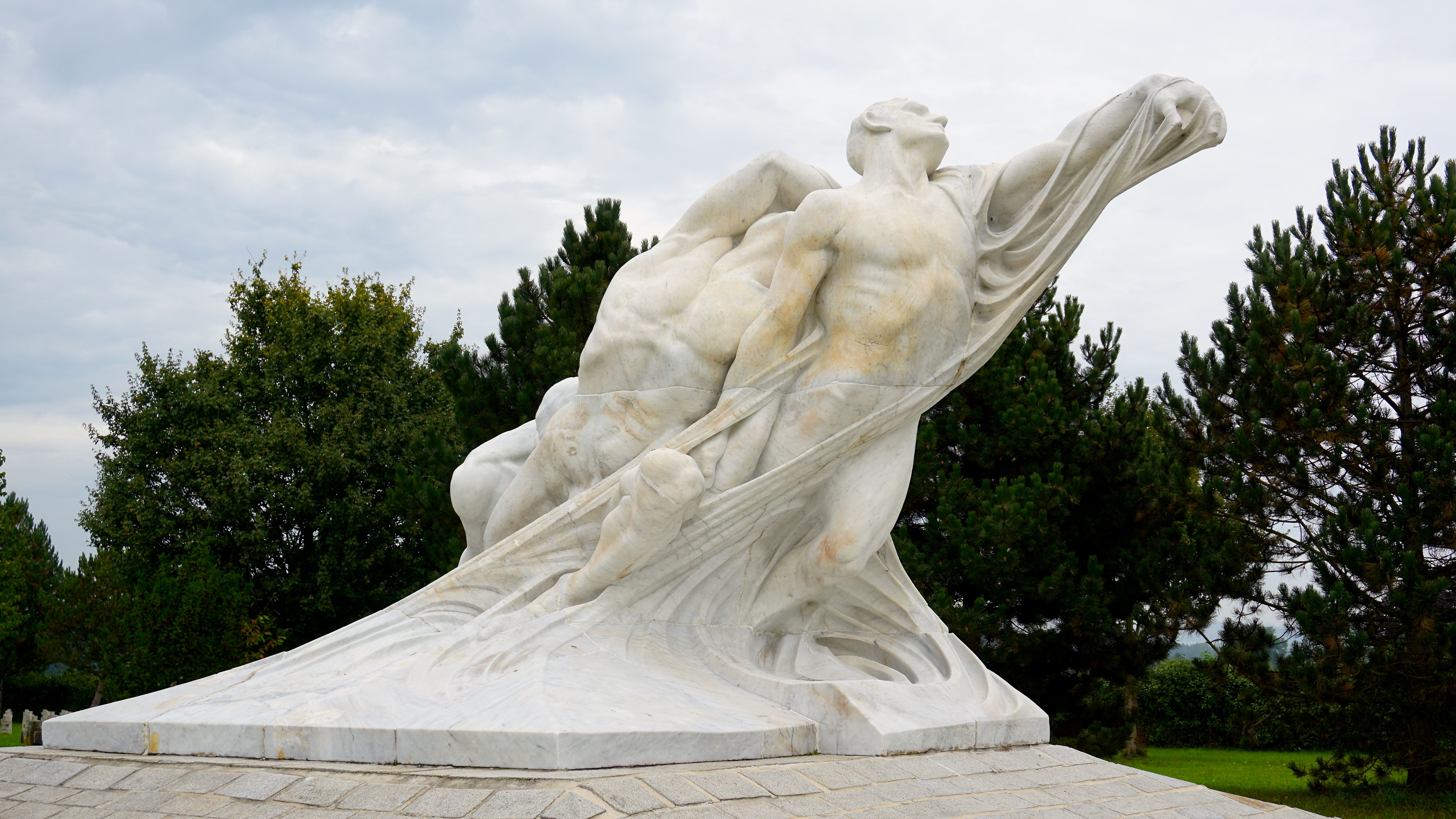
Denkmal

Der italienische Bildhauer Paolo Boldrin aus Monselice, der selbst als Oberleutnant in diesem Lager interniert war, schuf Anfang der 1920er-Jahre im Auftrag der italienischen Regierung eine 4,5 Meter hohe Plastik aus Carrara-Marmor auf einem rund einen Meter hohen flachen Pyramidenstumpf, die am 14. Juni 1922 eingeweiht wurde. Der Sockel zeigt zwischen gepflasterten Granitbändern ein Schriftband aus Carraramarmor mit Inschriften in deutscher und italienischer Sprache.

Die Inschrift auf der Ostseite lautet: 

„Erbaut von der königl. ital. Regierung i.J. 1920 über Antrag u. unter Leitung des damaligen Krgref. bei der Hwst Linz Mjr J. Dollansky. Das Denkmal steht unter der Obhut des o.ö. Schwarzen Kreuzes.“

Die Inschrift auf der Südseite lautet: 

„Hier ruhen in Frieden: Italiener 1759, Serben 8000, Engländer 3, Franzosen 2, Rumänen 2, Polen 7, Russen 7, Czechoslovaken 5, Ungarn 30, Österreicher 3, Unbekannte 7.“

Die Inschrift auf der Westseite lautet: 

„Spinti dalle sorti di guerra / su questi campi stranieri / accomunati dalla sorte / in nouve fratellanze profonde / figli d´Italia e Serbia / qui nell esilio han pace. / Possano i nudi spiriti / da un alta libera dimora / rivedere ogni giorno / le dolci patrie lontane
(Von den Zufällen des Krieges / auf diese fremden Felder geschoben / Vereint durch das Schicksal / in neuer tiefer Brüderschaft / haben Söhne Italiens und Serbiens / Frieden hier im Exil. / Mögen ihre körperlosen Geister / von einem freiem Ort hoch droben / jeden Tag die ferne / geliebte Heimat wiedersehen).“

Die Inschrift auf der Nordseite lautet: 

„Aus ihrer fernen Heimat empfehlen Mütter dieses Denkmal der Pietät der edlen oberösterreichischen Bevölkerung.“

### Italienerkapelle

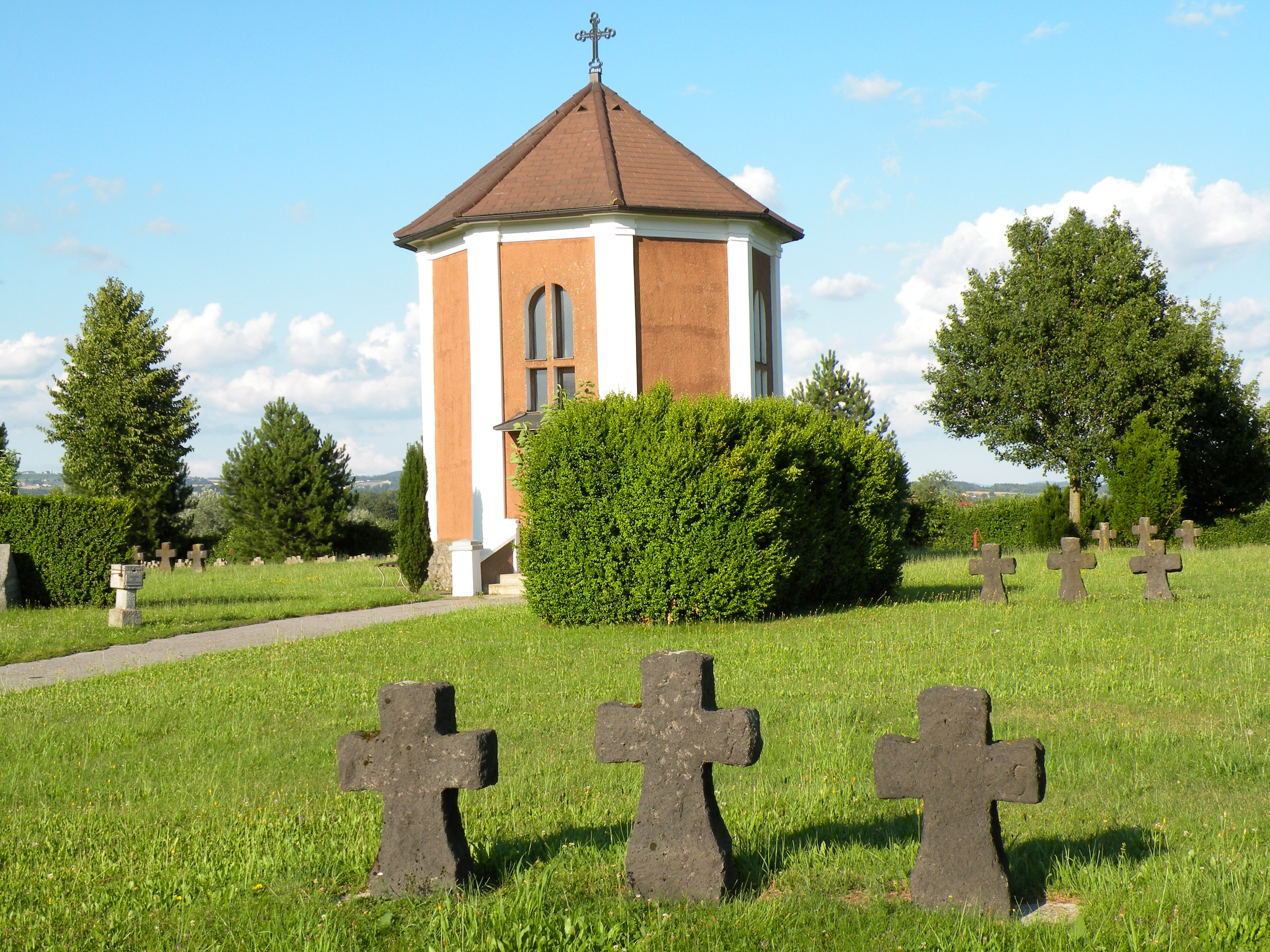
Italienische Kapelle

Die nach dem Ersten Weltkrieg in den 1920er-Jahren errichtete, achteckige Kapelle ist etwa zehn Meter hoch und verfügt über einen Grundriss von 5,6 × 5,7 Metern.
In der Friedhofskapelle ist ein öffentlich einsehbares Buch aufgelegt, ein Albo d’Onore mit Stand, Namen und Grabnummern. Soldaten unter Angabe der höheren Dienstgrade, Partisanen und Zivilisten, darunter auch italienische Frauen. Die Soldaten galten als italienische Militärinternierte (IMI), die im Herbst 1943 in das Deutsche Reich überstellt worden waren. Auf einer Metalltafel in der Kapelle ist auch ersichtlich, in welchen Orten in ganz Österreich weitere italienische Kriegstote (mehr als 700) in den Grabstätten verblieben sind oder nicht zugeordnet bzw. teilweise nicht mehr aufgefunden werden konnten.

### Serbisch-orthodoxe Kapelle
Im Jahr 2016 wurde die serbisch-orthodoxe Kapelle zum Gedenken an die rund 8.000 serbischen Toten des Ersten Weltkrieges errichtet.

### Gedenkkreuz für KZ-Opfer

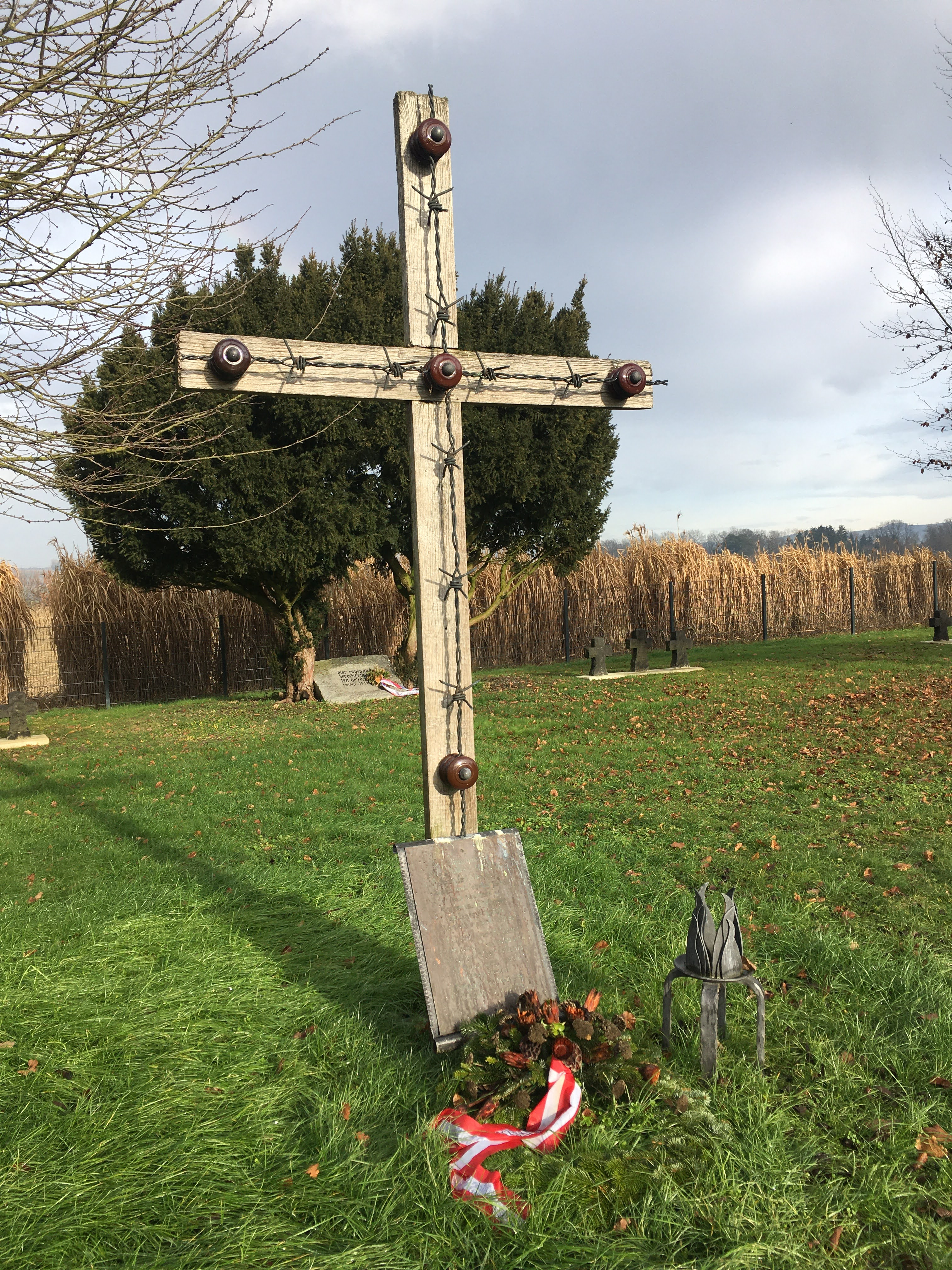
Gedenkkreuz

Den KZ-Häftlingen, die Anfang 1945 während des Transports aus anderen Konzentrationslagern nach Mauthausen starben und im Massengrab bestattet wurden, ist ein Gedenkkreuz gewidmet, das mit folgender Inschrift versehen ist: 

„Hier ruhen etwa 2.000 KZ-Häftlinge, die in den Monaten Jänner und Februar 1945 aus anderen Konzentrationslagern nach Mauthausen überstellt werden sollten. Auf
Grund ihres schlechten körperlichen Zustandes und der unmenschlichen Behandlung,
die ihnen zuteil wurde, haben sie den Bahnhof Mauthausen nicht lebend erreicht.“

## Besucher
Besuche des Soldatenfriedhofs und der Gedenkstätten erfolgen einerseits in Verbindung mit dem Besuch der ebenfalls in Mauthausen bzw. Langenstein situierten Gedenkstätten KZ Mauthausen sowie Memorial Gusen und andererseits in Verbindung mit der Nutzung von Donauradweg, Donausteig und Jakobsweg Österreich.